# Полад Хашимов
Полад Ізраїль огли Хашимов (азерб. Polad İsrayıl oğlu Həşimov; н. 2 січня 1975 року в с. Вендам Габальської області, Азербайджанська РСР) — азербайджанський військовий діяч генерал-майор (2019), начальник штабу 3-го армійського корпусу Збройних сил Азербайджану. Національний герой Азербайджану (2020).
Учасник Карабахської війни та бойових дій у Нагірному Карабаху в квітні 2016 року. Двічі кавалер ордену «За службу Вітчизні» (2014, 2016). За роки служби було також нагороджено 12 медалями.
Загинув 14 липня 2020 року у ході боїв між ЗС Азербайджану та ЗС Вірменії на лінії фронту на ділянці державного кордону між Товузським районом Азербайджану та Тавуською областю Вірменії. Гашимов перший і єдиний генерал незалежного Азербайджану, який загинув безпосередньо під час бойових дій.